# Yi-SWAN
Yi-SWAN eller C/2009 F6 (Yi-SWAN) är en komet upptäckt den 26 mars 2009 av Dae-am Yi i Yeongwol-kun, Gangwon, Sydkorea. Yi's uppskattade att kometen hade en diameter på en bågminut och en skenbar magnitud på 12,5.
Yi gjorde aldrig någon formell anmälan av sin upptäckt till rätt instans. Istället gjorde Rob Matson en oberoende upptäckt med hjälp av SWAN-instrumenten på rymdsonden SOHO några dagar senare.
De observationer man gjort hittills har bekräftat en icke-periodisk parabelsk omloppsbana, men fler observationer kan göra att den omgraderas till en lång-periodisk. Kometen var som närmast jorden 7 april 2009 på ett avstånd av 1,79 AU.